# Raffaele Allocca
Raffaele Allocca (Saviano, 12 giugno 1924 – 11 gennaio 1995) è stato un politico italiano.

## Biografia
Medico, esponente campano della Democrazia Cristiana. Dal 1968 al 1979 è stato deputato alla Camera, per un totale di tre legislature consecutive. 
Muore nel gennaio del 1995, all'età di 70 anni.